# Val de Virvée
Val de Virvée – gmina we Francji, w regionie Nowa Akwitania, w departamencie Żyronda. W 2013 roku liczba ludności na terenie obecnej gminy wynosiła 3295 mieszkańców. 
Gmina została utworzona 1 stycznia 2016 roku z połączenia trzech wcześniejszych gmin: Aubie-et-Espessas, Saint-Antoine oraz Salignac. Siedzibą gminy została miejscowość Aubie-et-Espessas.